# Pays des Collines
Pays des Collines este o arie protejată (arie specială de conservare — SAC, sit de importanță comunitară — SCI, arie de protecție specială avifaunistică — SPA) din Belgia întinsă pe o suprafață de 132,94 ha, integral pe uscat.

## Localizare
Centrul sitului Pays des Collines este situat la coordonatele 50°45′35″N 3°30′05″E / 50.759738°N 3.50144°E.

## Înființare
Situl Pays des Collines a fost declarat arie de protecție specială avifaunistică în iulie 2015 pentru a proteja 10 specii de animale. Alte tipuri de protecție:
- sit de importanță comunitară (în octombrie 2002)
- arie specială de conservare (în iulie 2015)[1][3][4]

## Biodiversitate
Situată în ecoregiunea atlantică, aria protejată conține 5 habitate naturale: Lacuri eutrofice naturale cu vegetație de tip Magnopotamion sau Hydrocharition, Cursuri de apă de la nivel de câmpie la nivel montan, cu vegetație Ranunculion fluitantis și Callitricho-Batrachion, Liziere de ierburi înalte hidrofile de câmpie și de nivel montan până la alpin, Păduri de fag Asperulo-Fagetum, Păduri aluvionare cu Alnus glutinosa și Fraxinus excelsior (Alno-Padion, Alnion incanae, Salicion albae).
La baza desemnării sitului se află mai multe specii protejate:
- păsări (9): pescăruș albastru (Alcedo atthis), rață pitică (Anas crecca), erete de stuf (Circus aeruginosus), erete vânăt (Circus cyaneus), ciocănitoare neagră (Dryocopus martius), becațină comună (Gallinago gallinago), gușă albastră (Luscinia svecica), becațină mică (Lymnocryptes minimus), viespar (Pernis apivorus)
- mamifere (1): liliac de iaz (Myotis dasycneme)

Pe lângă speciile protejate, pe teritoriul sitului au mai fost identificate 6 specii de plante, 3 specii de amfibieni, 2 specii de mamifere.